# 山口健治
山口 健治（やまぐち けんじ、1957年1月21日 - ）は、元競輪選手、現在はスポーツ報知所属の競輪評論家。東京都荒川区出身。日本競輪学校第38期卒業。現役時は日本競輪選手会東京支部所属。血液型はO型。師匠は実兄の山口国男。
通称はヤマケン。また「江戸鷹」の異名も持っていた。江戸っ子らしい、親分肌の性格の持ち主である。

## 戦績
東京都立上野高等学校中退後、兄を追うように日本競輪学校を受験し、学科・技能の試験とも合格して入学を果たした。競輪学校での在校成績は№1で卒業記念レースでも優勝し、柳井譲二・吉井秀仁と『38期三羽烏』、永田敏夫も加えて『四天王』とも称された。卒業後はホームバンクを松戸競輪場とし、初出走は1976年11月3日の立川競輪場で初勝利も同レース。19歳でデビューすると若さからのスピードを生かして一気にトップクラス入りを果たした。
1978年に平競輪場で開催された日本選手権競輪では21歳で早くも決勝進出を果たした。このレースは兄山口国男も決勝に進出しており（前日の準決勝では菅田順和と同レースで菅田に捲くられて1着菅田3着山口建治）、弟健治が兄を番手より引き出して兄に初タイトルをもたらすだろうと予想された。実際本番もそのとおりになり、別線の宮城の菅田順和・荒川秀之助・阿部利美・佐藤秀信といった北日本勢も手が出せぬほどの大逃げをうち、健治―国男―藤巻清志のラインは最終周回4コーナーを先頭で回ってきたものの、初タイトル奪取に緊張したのか直線で国男の車が伸びず、その隙に3番手から猛烈に追い込んできた藤巻清志に栄冠をさらわれてしまった。この時、国男が敗戦の弁で語った「脚が三角に回ってしまった」という言葉は現在でも競輪史に残る珍言として知られる。ちなみに、その後も兄国男はついに引退まで特別競輪（現在のGI）のタイトルを獲ることはなかった。
翌1979年に立川競輪場で行われた日本選手権競輪決勝では、中野浩一が好調を持続し、年が明けてから21戦18勝2着3回と圧倒的な成績で大本命。対抗は策士藤巻昇と同僚の谷津田陽一、追込日本一の国持一洋、地元の尾崎雅彦、中部の二枚看板高橋健二・久保千代志。準決で久々に「中野の捲り菅田のカマシ」と並び称されたその得意のカマシを決めた菅田順和などの有力選手もごっそり勝ち上がったが、中野の神速は他を上回り、負ける材料なしと断然の下馬評。そんな中、前年の平ダービー決勝進出で名をあげた22歳の山口健治は、早くも追込みに転身、快速S（スタート）からの組み立てで売出し中だった。
決勝レースはスタートを決めた山口が尾崎を前に迎え入れ、藤巻と谷津田が続き、8番手中野マークは国持で周回を重ねる。（当時の長距離戦は先頭誘導員2人による誘導により）2段引きの誘導ペースが赤板前から上がり、中段の中部勢と、それに続く菅田らの動ける選手が牽制し合って動けず、中野は最終ホームで追い上げ中段の5番手にはまりこみ、快ペースで逃げる尾崎の後方から中野は捲って出るが、3角で谷津田のブロックで失速。尾崎の番手にいた山口が直線抜け出し、地元で特別競輪の初優勝を飾った。
この優勝により山口は東京の追込選手としての名をあげ、後に兄が呼びかけたフラワーラインによる団結では、その重要な一員としての地位を確立させている。特に吉井秀仁とのコンビは真に鉄壁であり、しかもセット配分が多く、1980年代前半は両者とも年間2桁に迫る記念制覇を達成し記念では無敵の強さを誇った。
その後、競輪祭でも2度の優勝を果たすが、特に1988年の競輪祭決勝では、発走直前から天候が急変し豪雨と共に雷が落ち始め、勝負どころでは雨が雹に変わってバンク上に散乱するという前代未聞の状況下だったが、冷静に滝澤正光の番手から抜け出して優勝している。
現役の晩年には上位クラスのS級と下位クラスのA級を何度も往復して入れ替わる状況にあったものの、レースで勝利を収めると場内が沸き立つほどの人気であった。しかし2009年から通年でのA級定着が確定したことから、その動向が注目されていたが、2008年12月31日にホームバンクの松戸競輪場でのレース（6RS級一般戦6着）を最後に現役引退を表明。2009年1月4日、ダービー優勝の思い出のバンクである立川競輪場の開設記念初日に引退セレモニーが行われた。2009年1月13日選手登録削除。
引退後は競輪評論家として活動しており、競輪場のイベントなどにも顔を出している。なお2009年より立川競輪場では山口の功績を讃えて『山口健治杯』を開催している。2016年より日本名輪会に会員として加わることになった。その他、アサヒ芸能に『山口健治の“江戸”鷹の目診断』とのタイトルで1ページ連載を持っている。

## 主な獲得タイトルと記録
- 1979年 - 日本選手権競輪（立川競輪場）
- 1986年 - 競輪祭（小倉競輪場）
- 1988年 - 競輪祭（小倉競輪場）
- 通算成績2470戦中479勝。優勝72回。
- 生涯獲得賞金12億3541万円。

## 競走スタイル
1970年代の競輪はスタート後すぐに飛び出し先頭誘導員の後ろを取ればかなり有利なルールであって（スタート (S) を取るという）、山口自身も輪界有数の快速スタンディングスタートの持ち主であったが、1979年の日本選手権競輪決勝でSを取ったのを境にピタリとS取りをやめ、重厚な追込み型に変身していった。全盛時は激しいほどのマーク技術を誇り、井上茂徳と双璧と評されていた。
しかし、その後ルール改正などでS取り競輪はなくなり、晩年は一般的な追込選手として活躍を続けていた。

## エピソード
- 田中誠作の競輪漫画「ギャンブルレーサー」では、競輪選手である主人公関優勝が、同じ東京支部所属で、競輪学校卒業期が近く（37期）、フラワーラインに「寄生する」選手として活躍していた設定になっていることから、山口も兄国男と共に関の仲間・ライバルとしてしばしば登場していた。